# 黄顶菊
黄顶菊（学名：Flaveria bidentis）是一种原产于南美洲的菊科植物，是一种入侵物种。